# Ивановское сельское поселение (Сакский район)
Ива́новское се́льское поселе́ние (укр. Іванівське сільське поселення, крымскотат. Ивановка кой юрту, Къамышлы кой юрту) — муниципальное образование в составе Сакского района Республики Крым России.

## География
Поселение расположено на юге района, в степном Крыму, в низовье долины реки Тобе-Чокрак в районе впадения в озеро Кызыл-Яр. На западе выходит к побережью Каламитского залива Чёрного моря и граничит с Новофёдоровским, на юго-западе с Фрунзенским, на севере с Ореховским сельскими поселениями. На востоке и юге граничит с Симферопольским районом.
Площадь поселения 65,47 км².
Основная транспортная магистраль: автодорога 35К-009 Саки — Орловка (по украинской классификации Т-0104).

## Население
| 2001  | 2014  | 2015  | 2016  | 2017  | 2018  | 2019  |
| ----- | ----- | ----- | ----- | ----- | ----- | ----- |
| 2246  | ↘2104 | ↗2108 | ↗2118 | ↘2106 | ↗2113 | ↘2104 |
| 2020  | 2021  |       |       |       |       |       |
| ↗2113 | ↗2228 |       |       |       |       |       |

## Состав сельского поселения
В состав поселения входят 2 населённых пункта
| № | Населённый пункт | Тип населённого пункта | Население на 2014 год |
| - | ---------------- | ---------------------- | --------------------- |
| 1 | Ивановка         | село, центр            | ↘2055                 |
| 2 | Жаворонки        | село                   | ↘49                   |

## История
В 1922 году был образован Ивановский сельский совет. На 1940 год он также уже существовал в составе Сакского района. С 25 июня 1946 года сельсовет в составе Крымской области РСФСР, а 26 апреля 1954 года Крымская область была передана из состава РСФСР в состав УССР.
На 15 июня 1960 года в составе совета числились 4 села:

| - Воронова - Жаворонки | - Ивановка - Фрунзе |

Указом Президиума Верховного Совета УССР «Об укрупнении сельских районов Крымской области», от 30 декабря 1962 года сельсовет присоединили к Евпаторийскому району. 1 января 1965 года, указом Президиума ВС УССР «О внесении изменений в административное районирование УССР — по Крымской области», Евпаторийский район был упразднён и совет вновь включили в состав Сакского (по другим данным — 11 февраля 1963 года).
К 1968 году был упразднён посёлок Воронова, в период с 1 января по 1 июня 1977 был образован Фрунзенский сельсовет и совет обрёл современный состав.
С 12 февраля 1991 года сельсовет в восстановленной Крымской АССР, 26 февраля 1992 года переименованной в Автономную Республику Крым. С 21 марта 2014 года в составе Крыма аннексировано Россией. Законом «Об установлении границ муниципальных образований и статусе муниципальных образований в Республике Крым» от 4 июня 2014 года территория административной единицы была объявлена муниципальным образованием со статусом сельского поселения.